# Moszor
Moszor románul: Mosoru, falu Romániában, Erdélyben, Hunyad megyében.

## Fekvése
Boica mellett fekvő település.

## Története
Moszor (Mosoru) korábban Boica (Boiţa, com. Răchitova) része volt. 1956 körül vált külön településsé 47 lakossal.
1966-ban 55, 1977-ben 13, 1992-ben 3, 2002-ben 1 román lakosa volt, Simon András, akivel 2006 szeptemberében készítettek riportot:Simion Andrei, locuitorul unui sat care nu mai există.